# Franciszek Stankar (młodszy)
Franciszek Stankar młodszy (ur. 2 października 1562 Dubiecko, zm. 28 marca 1621 Oksa) – duchowny ewangelicko-reformowany, superintendent i lider małopolskiego kalwinizmu.

## Pochodzenie i wykształcenie
Urodził się w Dubiecku jako syn tamtejszego pastora Franciszka Stankara i jego drugiej żony Magdaleny z Łosiów. Miał brata i dwie siostry. Wychowywał się w Stobnicy, gdzie jego ojciec schronił się u Piotra Zborowskiego i pojednał się z małopolskim kościołem kalwińskim. Odebrał staranne wykształcenie domowe i być może także w jednej z małopolskich szkół kalwińskich.
Wzorem ojca postanowił zostać duchownym kalwińskim. Nic nie wiadomo u boku którego z duchownych pobierał nauki ani kiedy był ordynowany.

## Kariera duchownego
W 1589 roku jest notowany jako pastor w Sułoszowej pod patronatem Stanisława Szafrańca. W 1591 przeniesiono go do zboru w Wodzisławiu, licznym miasteczku ewangelickim pod patronatem rodziny Lanckorońskich. W 1595 roku brał udział w Synodzie Generalnym ewangelików w Toruniu. W 1596 roku decyzją synodu został wybrany konseniorem duchownym dystryktu chęcińskiego (krakowskiego) oraz przeniesiony do zboru w Oksie pod patronatem Rejów. Stankar w porozumieniu z pastorem zwlekał z przeprowadzką i ustąpił dopiero pod naciskiem synodu wiosną 1597 roku. Od tej pory aż do śmierci był głównym pastorem w Oksie. W 1608 roku wybrano go superintendentem generalnym Jednoty Małopolskiej na 3-letnią kadencję.
Był uważany za dobrego organizatora, sumiennie brał udział w synodach i konwokacjach oraz sejmach na których dyskutowana sytuacje ewangelików. Choć sam nie napisał żadnego dzieła, często był powoływany do korekty publikacji teologicznych. Przez wiele lat bezskutecznie zabiegał o współpracę współwyznawców z Jednoty Braci Czeskich i Jednoty Litewskiej nad wydaniem wspólnego, nowego wydania Biblii.
Cieszył się tak wielkim szacunkiem wśród współwyznawców, że w 1611 roku zgodzili się na jego prośbę na usunięcie złośliwych komentarzy na temat jego ojca z "Postylli" Krzysztofa Kraińskiego. Pomimo próśb o zwolnienie go z funkcji superintendenta wybierano go na tę funkcję kilkakrotnie i pełnił ją aż do śmierci. W ostatnich latach do pomocy duszpasterskiej w Oksie przydzielano mu wikariuszy.
Zmarł w Oksie, został najprawdopodobniej pochowany w tamtejszym kościele kalwińskim.

## Rodzina
Poślubił szlachciankę Barbarę Marszewską z którą miał cztery córki i dwóch synów. Mężem jego wnuczki Aleksandry był Wespazjan Siennicki.
Jego męscy potomkowie byli pastorami kalwińskimi na Litwie do końca XVIII wieku.

## Źródła
- Kazimierz Bem, Zbór ewangelicko-reformowany w Oksie (ok. 1566-1679) i jego pastorzy, Odrodzenie i Reformacja w Polsce, t.LXIV, 2020
- Henryk Gmiterek, Franciszek Stankar Młodszy, PSB, t. XLII, Warszawa-Kraków 2002.